# Halowe Mistrzostwa Świata w Lekkoatletyce 2016 – sztafeta 4 × 400 m kobiet
Sztafeta 4 × 400 metrów kobiet – jedna z konkurencji biegowych rozgrywanych podczas halowych lekkoatletycznych mistrzostw świata w Oregon Convention Center w Portlandzie.
Tytuł mistrzowski obroniły reprezentantki Stanów Zjednoczonych.
Zawody składały się wyłącznie z biegu finałowego, wystartowało w nim sześć drużyn. Biegu nie ukończyła sztafeta Jamajki po tym, jak na pierwszej zmianie wywróciła się Patricia Hall. Wszystkie sztafety, które ukończyły bieg, ustanowiły swoje najlepsze wyniki w sezonie.

## Rekordy
W poniższej tabeli przedstawiono (według stanu przed rozpoczęciem mistrzostw) halowe rekordy świata, poszczególnych kontynentów oraz halowych mistrzostw świata.
|                                                        | Reprezentacja     | Wynik   | Miejsce   | Data                  |
| ------------------------------------------------------ | ----------------- | ------- | --------- | --------------------- |
| Halowy rekord świata                                   | Rosja             | 3:23,37 | Glasgow   | 28 stycznia 2006(dts) |
| Rekord halowych mistrzostw świata                      | Rosja             | 3:23,88 | Budapeszt | 7 maja 2004(dts)      |
| Halowy rekord Afryki                                   | Nigeria           | 3:29,67 | Sopot     | 8 marca 2014(dts)     |
| Halowy rekord Ameryki Północnej, Centralnej i Karaibów | Stany Zjednoczone | 3:24,83 | Sopot     | 9 marca 2014(dts)     |
| Halowy rekord Australii i Oceanii                      | Australia         | 3:26,87 | Maebashi  | 7 marca 1993(dts)     |
| Halowy rekord Azji                                     | Brunei            | 3:35,07 | Athlone   | 18 lutego 2015(dts)   |
| Halowy rekord Europy                                   | Rosja             | 3:23,37 | Glasgow   | 28 stycznia 2006(dts) |

## Terminarz
| Data     | Godzina |       |
| -------- | ------- | ----- |
| 20 marca | 14:20   | Finał |

## Rezultaty
| Pozycja | Państwo           | Zawodniczki                                                                  | Czas    | Uwagi |
| ------- | ----------------- | ---------------------------------------------------------------------------- | ------- | ----- |
| 01 !    | Stany Zjednoczone | Natasha Hastings, Quanera Hayes, Courtney Okolo, Ashley Spencer              | 3:26,38 | WL    |
| 02 !    | Polska            | Ewelina Ptak, Małgorzata Hołub, Magdalena Gorzkowska, Justyna Święty         | 3:31,15 | SB    |
| 03 !    | Rumunia           | Adelina Pastor, Elena Mirela Lavric, Andrea Miklós, Bianca Răzor             | 3:31,51 | SB    |
| 4.      | Nigeria           | Margaret Bamgbose, Regina George, Tameka Jameson, Ada Benjamin               | 3:34,03 | SB    |
| 5.      | Ukraina           | Anastasija Łebid, Olha Bibik, Anastasija Bryzhina, Dżois Koba                | 3:40,42 | SB    |
|         | Jamajka           | Patricia Hall, Chrisann Gordon, Anneisha McLaughlin, Stephenie Ann McPherson | DNF     |       |